# Goniometer
Das Goniometer (von altgriechisch γωνία gōnia „Winkel, Ecke“ und μέτρον métron „Maß, Messwerkzeug“) ist ein goniometrisches Messinstrument zur Bestimmung von Winkeln sowie auch der elektrischen Phasenlage bei der Stereofonie.

## Ausführungen zur Messung von Winkeln

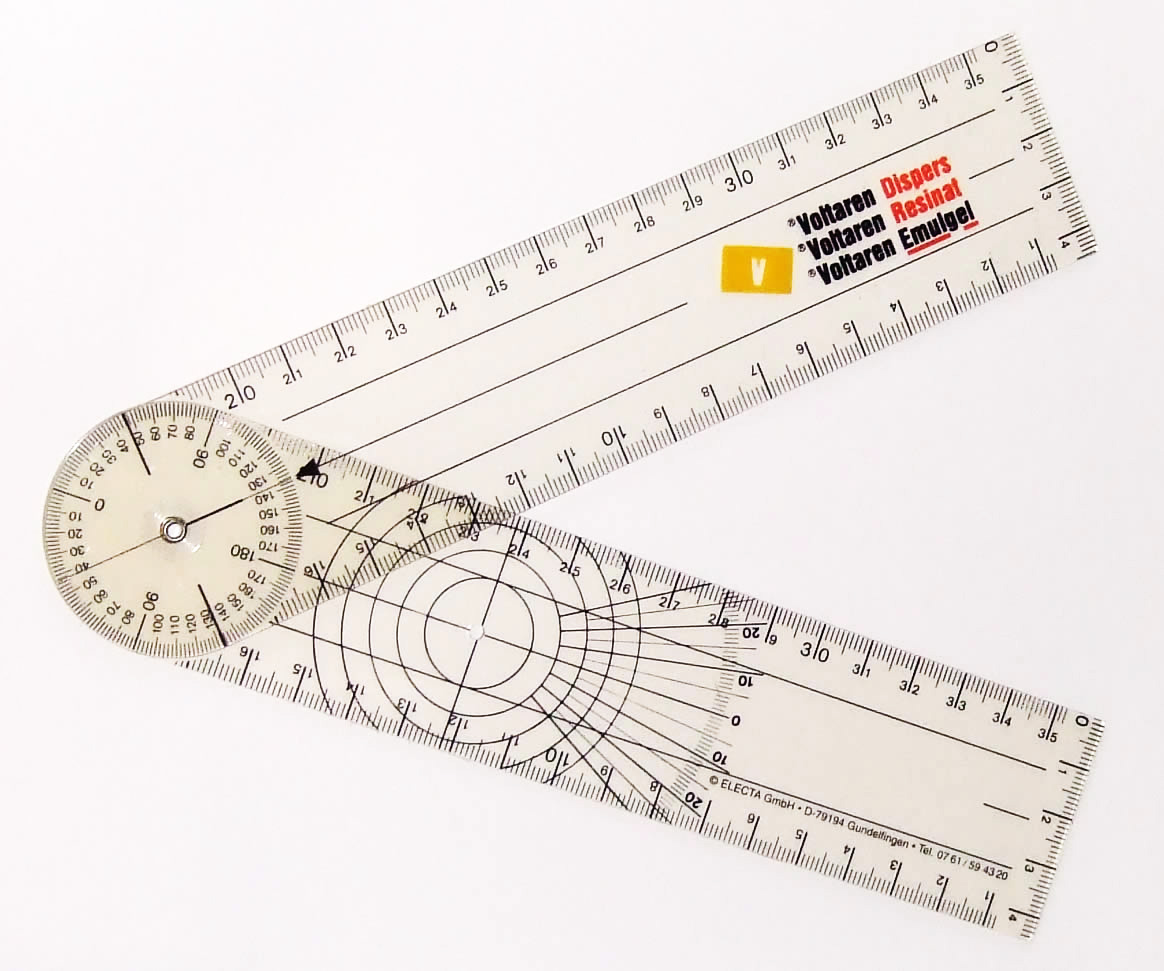
Einfaches medizinisches Goniometer

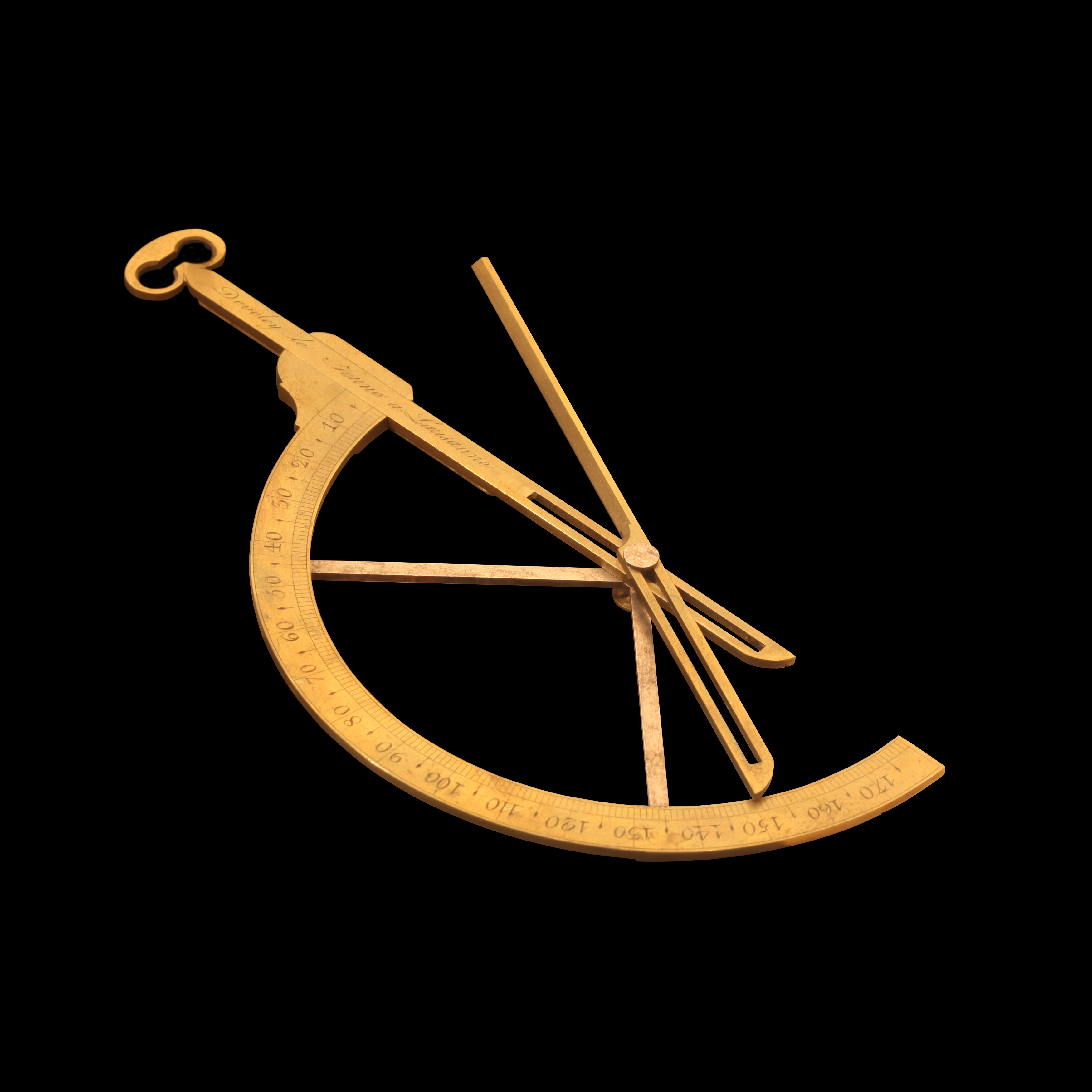
Mineralogisches Anlegegoniometer, um 1800

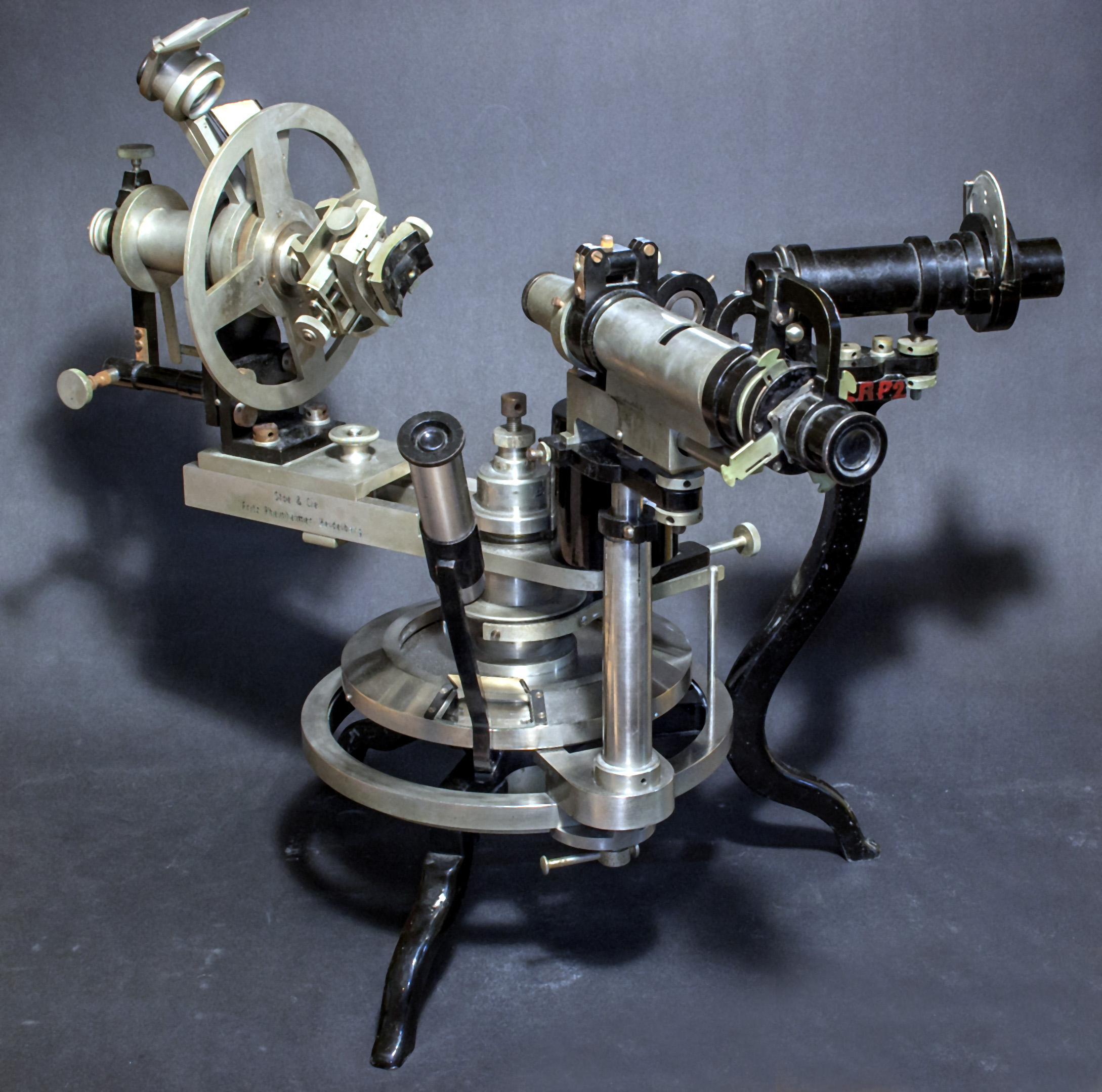
Ein Zweikreisgoniometer, wie es in der Kristallographie verwendet wird. Die Ablesegenauigkeit auf den Teilkreisen ist besser als eine Bogenminute.

Es existieren verschiedene Ausführungen, angepasst an den jeweiligen Verwendungszweck. 
Das einfachste Goniometer ist ein Winkelmesser mit zwei beweglichen Armen, zwischen denen eine Skala zum Winkelablesen angebracht ist. Damit misst man z. B. in der Medizin Gelenkwinkel oder die Stellung von Schädelknochen, in der Kristallographie den Winkel zwischen Kristallflächen durch Anlegen der zwei Schenkel.
Das Anlegegoniometer wurde bereits um 1780 vom französischen Kristallographen Jean-Baptiste Romé de L’Isle und seinem Assistenten Carangeot verwendet. 1809 entwickelte Wollaston das Reflexionsgoniometer, das mit Hilfe eines an den Kristallflächen reflektierten Lichtstrahls Winkelmessungen mit sehr großer Genauigkeit ermöglicht.
In der Geodäsie kommen häufig aufwendigere Geräte zum Einsatz, mit denen man u. a. andere optische Instrumente vermessen kann. Ein einfaches Gerät zur  Kartierung von eingemessenen Punkten ist der Transporteur, bei dem ein Winkelmesser mit einer Maßstabsskala zum Auftragen der Punkte versehen ist. Ähnliche Geräte gibt es für die Navigation.

## Ausführung zur Messung der Phasenlage bei der Stereofonie
Bei der Tonaufnahmetechnik in der Stereofonie hat das Goniometer seine Bedeutung als Anzeige der Phasenlage der Tonsignale beziehungsweise der Ähnlichkeit zwischen beiden Kanälen L und R. Damit kann ein Überhandnehmen von teilweise gegenphasigen und auch verpolten Signalen vermieden werden, die sonst beim Mono-Anhören ausgelöscht werden.